# Marilyn, mon amour
Pour plus de détails, voir Fiche technique et Distribution.
Marilyn, mon amour est un film franco-suisse pornographique tourné en 1982 et sorti en 1985. Réalisé par Michel Lemoine sous le pseudonyme de Michel Leblanc, cette coproduction franco-suisse a pour vedette Olinka Hardiman.

## Synopsis
Mitsy est une jeune actrice qui ressemble incroyablement à Marilyn Monroe. Pendant le tournage de son nouveau film, elle tombe amoureuse de Dan, son partenaire. Mais alors qu'elle se rend lui rendre visite dans sa loge, elle le surprend en pleine orgie. Désabusé, elle fuit le plateau de tournage pour aller se réfugie auprès de Renato, son ex-mari, lui qui possède une magnifique villa aux bords du lac de Côme.

## Fiche technique
- Titre : Marilyn, mon amour
- Réalisation : Michel Lemoine (crédité sous le nom de Michel Leblanc[1])
- Photographie : François About
- Montage : Joël Garanger
- Musique : Philippe Bréjean (comme Gary Sandeur)
- Producteurs : Yvonne Spiegel • Michel Lemoine
- Société de production : Yvofilm AG • Les Réalisations Michel Lemoine
- Directeur de production : Danièle Gauthier
- Pays de production:  Suisse,  France
- Langue originale : français
- Année de production : 1982[1]
- Genre : pornographique
- Durée : 78 minutes
- Date de sortie : 
  - France : 29 mai 1985

Visa de contrôle cinématographique no 59145
- Autres titres connus :
  - Royaume-Uni : Marilyn, My Love (Titre International)
  - USA : In Pursuit of Amour (Titre vidéo)
  - Allemagne : Marilyn - Geheimste Leidenschaften
  - Espagne : Marilyn, la porno sex symbol
  - Grèce : Marilyn

## Distribution
- Olinka Hardiman : Mitzi
- Gabriel Pontello : Renato
- Laura Clair : Yvonne
- Elinia Martinelli : Mirna
- Pierre Martinelli
- Maria Granada : un modèle
- Gérard Grégory : Roger Vandel, le producteur
- André Kay
- Eric Saville (comme Antony Ray)
- Jean-Pierre Armand

## Distinctions
Le film a obtenu le « Phallus d'or » au Festival du X de Copenhague en 1985.